# Bokermannohyla caramaschii
Espèce
Synonymes
- Hyla caramaschii Napoli, 2005

Statut de conservation UICN

 LC  : Préoccupation mineure
Bokermannohyla caramaschii est une espèce d'amphibiens de la famille des Hylidae.

## Répartition
Cette espèce est endémique du Brésil. Elle se rencontre entre 655 et 850 m d'altitude dans la partie Nord de la Serra da Mantiqueira dans les États d'Espírito Santo et du Minas Gerais,.

## Étymologie
Cette espèce est nommée en l'honneur d'Ulisses Caramaschi.

## Publication originale
- Napoli, 2005 : A new species allied to Hyla circumdata (Anura: Hylidae) from Serra da Mantiqueira, Southeastern Brazil. Herpetologica, vol. 61, no 1, p. 63-69 (texte intégral).